# João Moniz
João Moniz (Lisboa, 3 de Janeiro de 1949) é um pintor português.